# Quarto ponte di Nanchino
Il Quarto ponte di Nanchino è un ponte sospeso che attraversa il fiume Azzurro nella città di Nanchino in Cina. Il ponte è il sesto ad arco più lungo del mondo e il terzo più grande in Cina. Il costo di costruzione è stato di 6,8 miliardi di yuan.
Primo ponte sospeso della provincia di Jiangsu, si trova a 10 km a valle del secondo ponte sul fiume Azzurro.